# Helldivers
 (septembre 2017).
Si vous disposez d'ouvrages ou d'articles de référence ou si vous connaissez des sites web de qualité traitant du thème abordé ici, merci de compléter l'article en donnant les références utiles à sa vérifiabilité et en les liant à la section « Notes et références ».
Helldivers est un jeu vidéo de type shoot 'em up, développé par Arrowhead Game Studios et édité par Sony Computer Entertainment. Le jeu est sorti le 3 mars 2015 sur PlayStation 4, PlayStation 3 et PlayStation Vita et en décembre 2015 sur Windows. Il s'inspire notamment de Starship Troopers,. 
Un second opus, Helldivers 2, paraît en 2024.

## Système de jeu
Helldivers peut se jouer en ligne ou hors ligne, de 1 à 4 joueurs. Le jeu dispose d'une fonction de communication entre joueurs intégrée, les joueurs peuvent ainsi discuter entre eux. Les versions PlayStation sont compatibles entre elles. Les joueurs sur PlayStation 3 peuvent en effet jouer avec les joueurs sur PlayStation Vita et PlayStation 4. Il est en revanche impossible de jouer avec les joueurs sur PC. Cependant, la progression lors de la Campagne Galactique est la même pour tous.

## Univers

### Scénario
En l'an 2084, les différentes nations du monde et l'Humanité se sont réunies sous l'égide de la démocratie contrôlée et ont renommé notre planète la Super-Terre. La Fédération de la Super-Terre, le gouvernement mondial humain, est menacée depuis quarante ans par des espèces extra-terrestres qui veulent son anéantissement. Le joueur incarne l'un des soldats d'élite de la Fédération, un Helldiver, et doit repousser les armées ennemies jusque sur leur propre territoire.

### Races ennemies
Dans la galaxie de Helldivers, coexistent trois races extra-terrestres hostiles à l'espèce humaine[réf. nécessaire] :
- Insectes : Les Insectes ont des millions d'années d'évolution, ils sont aujourd'hui doués d'une conscience. Ils vivent en groupe, de trois à dix individus. Le moyen par lequel ils voyagent dans l'espace est inconnu de la Super-Terre. Les plus puissants des Insectes sont les Seigneurs de Ruches.
- Illuministes : Les Illuministes (appelés Kal'maar dans leur langue) est une espèce technologiquement très avancée. À l'origine, il s'agit d'une espèce aquatique, elle s'est transformée en intelligence artificielle pour voyager dans l'espace. Elle dispose d'armes de destruction massive. Les Illuministes les plus évolués sont les Grand Œil.
- Cyborgs : Les Cyborgs étaient à l'origine des êtres humains qui se sont rebellés contre la Super-Terre. Ils sont obsédés par la transformation de leur corps en machine, cependant, leur armement est obsolète. Les Cyborgs les plus dangereux sont les Mécas de Siège.

### Planètes
Dans la galaxie de Helldivers, il est possible d'explorer et de conquérir quatre types de planètes, enneigée, désertique, forestière et volcanique. Les planètes sont sous le contrôle de l'une des trois races ennemies précédemment citées. Les différentes conditions climatiques et leur origine impose des contraintes aux joueurs. Une planète enneigée présente ainsi une difficulté pour se déplacer. Une planète volcanique disposera de minuscules volcans éjectant de la lave à laquelle les Helldivers sont sensibles, une planète forestière abrite des lacs qui rend les déplacements très lents alors qu'une planète désertique ne présente que peu de contraintes. La plupart des planètes sont couvertes de montagnes et de cratères qu'il faut contourner. La difficulté des planètes dépend du niveau de menace présent à sa surface, allant de 1 à 15. Il existe également un niveau appelé Maître ennemi, dans ce niveau, le joueur affronte un Maître ennemi dont la résistance est très élevée et l'armement important. Sur les planètes, en fonction du niveau de difficulté, des patrouilles ennemies sont plus ou moins grandes. En s'adaptant à la contrainte de la présence ennemie, le joueur doit réussir un certain nombre d'objectifs pour évacuer.

## Doublage

### Doublage anglais
- Société de doublage : Gypsycamp Studios
- Producteur : Linus Söderlund
- Distribution :
  - Amiral : Time Earle
  - Femme Helldiver : Eva-Maria Oria
  - Homme Helldiver : Kola Krauze
  - Officier scientifique, présentateur : Ingela Lundh
  - Ingénieur, opérateur radio, homme soldat : Indiana Nidell

### Doublage japonais
- Société de doublage : Half HP Studio Co., Ltd.
- Distribution :
  - Amiral : Kenta Miyake
  - Femme Helldiver : Keiko Nemoto
  - Homme Helldiver : Hiroo Sasaki
  - Femme soldat : Ryousuke Morita
  - Homme soldat : Kozue Harashima
  - Ingénieur, opérateur radio : Nobuaki Kanemitsu
  - Officier scientifique, présentateur : Kaho Kohda

## Accueil

### Récompenses
Source
| Catégorie                 | Catégorie                           | Récompense              | Pays d'origine | Résultat   |
| Nom original              | Traduction                          | Récompense              | Pays d'origine | Résultat   |
| ------------------------- | ----------------------------------- | ----------------------- | -------------- | ---------- |
| Handheld Game of the Year | Jeu sur Console portable de l'Année | DICE Awards 2016        | États-Unis     | Gagnant    |
| Action Game of the Year   | Jeu d'Action de l'Année             | DICE Awards 2016        | États-Unis     | Nomination |
| Best PlayStation 4 Game   | Meilleur Jeu sur PlayStation 4      | IGN Best of E3 2014     | États-Unis     | Nomination |
| Best Art                  | Meilleur Art                        | Nordic Game Awards 2016 | États-Unis     | Nomination |
| Small Screen              | Petit Écran                         | Nordic Game Awards 2016 | États-Unis     | Nomination |